# Epopterus
Epopterus es un género de coleópteros de la familia Endomychidae.

## Especies
Está compuesto por las siguientes especies:
- Epopterus anomalus Strohecker, 1997
- Epopterus aravacus Strohecker, 1997
- Epopterus atriventris Strohecker, 1997
- Epopterus bifasciatus Pic, 1931
- Epopterus bioculatus Strohecker, 1997
- Epopterus callerianus Strohecker, 1997
- Epopterus clara Gorham, 1874
- Epopterus confusus Strohecker, 1997
- Epopterus crypticus Strohecker, 1997
- Epopterus cucullinns Gorham, 1873
- Epopterus decempunctatus Gerstaecker, 1858
- Epopterus decoratus Kirsch, 1876
- Epopterus dilectus Gorham, 1875
- Epopterus dives Gorham, 1874
- Epopterus eganus Gorham, 1886
- Epopterus ephippiger Gorham, 1886
- Epopterus fallax Gerstaecker, 1858
- Epopterus fasciatus (Fabricius, 1801)
- Epopterus flavonotatus Strohecker, 1997
- Epopterus geminus Gerstaecker, 1858
- Epopterus geniculatus Pic, 1931
- Epopterus gracilis Strohecker, 1997
- Epopterus histrio Gerstaecker, 1858
- Epopterus lineoguttatus Gorham, 1886
- Epopterus loretensis Strohecker, 1997
- Epopterus ocellatus (Olivier, 1791)
- Epopterus partitus Gerstaecker, 1858
- Epopterus parvus Strohecker, 1997
- Epopterus picticollis Strohecker, 1997
- Epopterus pictus (Perty, 1832)
- Epopterus quaesitus Gorham, 1873
- Epopterus quechuanus Strohecker, 1997
- Epopterus rubiginosus Gerstaecker, 1858
- Epopterus ryei Gorham, 1873
- Epopterus signaticollis Gerstaecker, 1858
- Epopterus submaculatus Strohecker, 1997
- Epopterus testudinarius Gorham, 1873
- Epopterus tigrinus Gerstaecker, 1858
- Epopterus tomentosus (Guérin-Ménèville, 1857)
- Epopterus undulatus Guérin-Ménèville, 1857
- Epopterus vacuus Gerstaecker, 1858
- Epopterus variegatus Erichson, 1847
- Epopterus vernicatus Gerstaecker, 1858
- Epopterus vicinus Pic, 1931